# Paul Cox (artiste)
Pour les articles homonymes, voir Cox et Paul Cox.
 (août 2025).
Paul Cox est un artiste français contemporain né le 8 avril 1959 dans le 20e arrondissement de Paris.

## Biographie
Autodidacte en art, il fait des études d’histoire de l’art et de littérature anglaise. Après un mémoire sur Laurence Sterne et une agrégation, il arrête toutefois très vite d’enseigner, préférant faire, parallèlement à la peinture, des livres pour les enfants, des affiches (notamment pour la Ville de Paris, 1997; l’Opéra de Nancy, 1996-2001; le Grand Théâtre de Genève, 2006-2007; Théâtre Dijon-Bourgogne, 2009-2013; Théâtre du Nord, 2014-2021; Théâtre Nanterre-Amandiers, depuis 2021), des illustrations de presse, des logos (Albin Michel Jeunesse, Seuil Jeunesse, De Vive Voix, Théâtre Dijon Bourgogne, la Joie par les Livres, Les Trois Ourses, la Petite Bibliothèque Ronde, Théâtre du Nord, Milleformes, Théâtre Nanterre-Amandiers), etc.
Son intérêt grandissant pour les constructivistes et autres avant-gardes « qui faisaient de l’art à côté » l’encourage à poursuivre dans cette voie pluridisciplinaire. Il travaille aussi pour la scène (décors et costumes): L’Histoire du soldat, Opéra de Nancy 1997. Depuis 2005, il conçoit les décors et costumes pour bon nombre de chorégraphies de Benjamin Millepied: Casse-Noisette, Opéra de Genève, 2005; Amoveo (musique de Philip Glass), Opéra Garnier 2006, 2009;  Petrouchka, Grand Théâtre de Genève 2007; This Part in Darkness et Sarabande, Opéra de Lyon 2011; Sylphides et Spectre de la Rose, Grand Théâtre de Genève 2011; pour la comédie musicale d'Ivan Grinberg et Marc-Olivier Dupin, Robert le Cochon, Opéra Comique 2014; pour L’Opéra de Quatre Notes de Tom Johnson, mis en scène par Gilles et Corinne Benizio, Théâtre d’Amiens 2015; pour Longueur d’ondes de Bérangère Vantusso, Studio-Théâtre d’Ivry 2018; mise en peinture de Bouger les Lignes de Bérangère Vantusso, texte Nicolas Doutey (création Festival d’Avignon 2021); iconogramme de Pierre et le loup, Orchestre national de Cannes, 2023. Il édite des jeux (Le Jeu de l’amour et du hasard et Sculptures alphabétiques), et se passionne pour toutes les techniques d’impression, qu'il utilise plus à des fins de production expérimentale que de reproduction, par exemple sa série de cartographies modulaires A Sentimental Journey et La Carte du tendre perpétuel, revisitées pour une de ses collections par Issey Miyake.
Il est membre de l'AGI (Alliance Graphique Internationale) depuis 2003.
Paul Cox a entrepris la publication périodique de l’ensemble de son travail (peinture, travaux graphiques, etc.) sous forme de livre, dont le premier tome, Coxcodex 1, est paru en 2004 aux éditions du Seuil.
Le Centre Pompidou expose en 2005 son Jeu de Construction dont une première version a été présentée au musée de l’objet à Blois puis à la galerie de l’école des Beaux-Arts de Nantes et en 2020-2021 au Centre Pompidou à Malaga en Espagne . 
En 2006, Paul Cox crée  un jeu de piste  pour l'Abbaye de Fontevraud qui inaugure une collection  de carnets de visite d'artistes (dirigée par Xavier Kawa-Topor) à laquelle collaborent les années suivantes Ange Leccia, François Place, Kveta Pacovska…  
Le Lux Scène nationale de Valence expose en 2007 une installation de toboggans intitulée Méthode. Il est invité à la Nuit Blanche à Paris en 2007 où il montre Par-dessus le marché. En 2008 il crée Exposition à faire soi-même dans le cadre d'une commande artistique de la Ville de Paris pour le 104 et expose ses Petites Folies chez Florence Loewy, crée en 2012 pour le centre d'art de Chamarande le mobilier de sa bibliothèque. En 2013, il expose Plans au Frac Dijon-Bourgogne et revient à l'Abbaye de Fontevraud pour une exposition Paysages qui présente son travail lié au dessin d'observation. En août de la même année, son exposition Flâneries au Studio Fotokino prolonge cette démarche avec un paysage à 360° occupant tout l'espace d'exposition. En 2014, réalisation d’une peinture murale à La Criée de Rennes pour l’exposition « aller dehors » et en 2015, Paul Cox réalise Aire de Jeu chez Fotokino à Marseille et au Centre Pompidou, puis à la Gallery G8 à Tokyo en 2016. En 2017, il expose l’installation Pièces, et Pour Voir au Centre Georges Pompidou. Le Château d’Oiron, centre d’art contemporain, lui demande d’investir les lieux avec Des Paysages au printemps 2018; toujours en 2018, il réalise une performance de peinture à quatre mains avec Benoît Bonnemaison-Fitte, dit Bonnefrite, au Centre Georges Pompidou. En 2018, il collabore avec la Ville de Clermont-Ferrand et le Centre Pompidou afin d'établir l'identité graphique du Centre d'initiation à l'art "mille formes". En 2019, il expose La Promenade au Musée royal de Mariemont, Chemin faisant au Salon d’Art à Bruxelles et Cammin facendo chez Corraini Arte Contemporanea à Mantoue, Italie; rétrospective au Itabashi Art Museum, Tokyo, Japon en 2021; Rollerscape au Douga Museum of Art, Okaya, Japon en 2022. En 2023, il décore Gabrielle, cloche réalisée par la Fonderie Cornille-Havard pour l’Abbaye de Fontevraud; expose Embroideries à l’Arte Fiera de Verona (Italie) et Ricami chez Corraini Arte Contemporanea à Mantoue, Italie. En 2024 il réalise Fragments chez Engramme à Québec, ainsi que Morphée et Pavot dans le cadre de la biennale Les Forces du sommeil à Québec, commissariat Marie Muracciole, expose Aliénorama, peinture de huit mètres sur vingt, à l’Abbaye de Fontevraud et montre Microspective: Miscellanea #1 et Miscellanea #2 à la galerie Don et à la galerie Okraje, à Tabor, en République tchèque. En 2025, il présente Wallbook, peinture murale, à la Fondazione Del Monte à Bologne (Italie).

## Expositions
2025
Wallbook, Fondazione del Monte, Bologne, Italie
2024
Microspective: Miscellanea #1 et Miscellanea #2, Galerie Don et Galerie Okraje, Tabor, République tchèque
Aliénorama, Abbaye de Fontevraud
Fragments, Galerie Engramme, Québec, Canada
Pavot, Espace 400, Québec, Canada
Morphée, L’Oeil de poisson, Québec, Canada
2023
Ricami, Corraini Arte Contemporanea, Mantoue, Italie
Embroideries, Corraini, Arte Fiera de Vérone, Italie
Gabrielle, cloche en Ré, Abbaye de Fontevraud
2022
Rollerscape, Douga Museum of Art, Okaya, Japon
2021
Rétrospective, Itabashi Art Museum, Itabashi, Tokyo, Japon
2019
Cammin facendo, Corraini Arte Contemporanea, Mantoue, Italie
La Promenade, Musée royal de Mariemont, Belgique
Chemin Faisant, Le Salon d’art, Bruxelles, Belgique
2018
Des Paysages, Château d’Oiron, Oiron
2017
Pièces et Pour voir, Centre Pompidou, dans le cadre de l’exposition Mon Œil à la Galerie des Enfants
2016
Paul Cox, My Monkey, Nancy
2015
Aire de Jeu, Studio Fotokino, Marseille; Centre Pompidou, Paris; Gallery G8, Tokyo, Japon
2014
Panorama, Esam, Caen
2013
Paysage, Abbaye de Fontevraud
Plans, Frac Bourgogne, Dijon
Flâneries, Studio Fotokino, Marseille
2012
La Bibliothèque, Centre d'Art de Chamarande
2008
Uncle Toby's Bowlingreen, Chapelle des Jésuites, Festival International de l'Affiche, Chaumont
Folie Lilas, Biennale Art Grandeur Nature, Les Lilas
Toboggan et Jeu de construction, Centre de création pour l'enfance, Tinqueux
Exposition à faire soi-même, 104, Paris
Petites Folies, Florence Loewy Books by Artist, Paris
2007
Méthode, Lux, Scène nationale de Valence
Par-dessus le marché, Nuit Blanche, Paris
2006
Deinde Philosophari, Centre d'art contemporain Synagogue de Delme
Picture Elements, Centre de création pour l'enfance, Tinqueux
Jeu de construction, Casina di Raffaello, Villa Borghese, Rome
2005
Jeu de construction, Centre Pompidou
53412 objets & un certain nombre de tables, École des Beaux-Arts, Nantes
Voyage en zigzag (hommage à Rodolphe Töpffer), Bâtiment des Forces Motrices, Genève
Paul Cox, Gallery G8, Tokyo
Projection, Galerie District, Marseille
2004
Dessins Animés des Meilleures Intentions, Auditorium du Louvre, Paris
1 mur, 9 tables & 53416 objets, Musée de l’objet - École d’art, Blois
Coxcoxdex 1, Florence Loewy Books by Artist, Paris
Plafond en kit (les sentences de Montaigne), Eric Seydoux, Paris et Parcours Saint-Germain
2000
Variazioni Psicogeografiche, Galerie Corraini, Mantoue
1999
Le langage des fleurs, Le salon d’Art, Bruxelles
Carte du tendre perpétuel, Galerie Franck Bordas, Paris
1997
XLF2, Galerie Pierre Chevalier, Paris

## Publications
- L'Étrange Croisière du Pépeurcouque (Dargaud, 1987; Mango, 1992).
- Le Mystère de l'eucalyptus (Parution, 1987; Albin Michel Jeunesse, 1991; éditions MéMo, 2024).
- L'Énigme de l'île flottante (Parution, 1988; Albin Michel Jeunesse, 1991, éditions MéMo, 2025).
- Petit manuel à l'usage des peintres de nature morte (Parution, 1988)
- Krolik is hungry (Osaka, 1990)
- L'Affaire du livre à taches (Albin Michel Jeunesse, 1991).
- Mon amour (Gallimard-Le Sourire qui Mord, 1992. Le Seuil, 2003, éditions MéMo, 2024)
- Le Secret de l'étang doré (Tepco, Tokyo, 1993)
- Le Secret du parfum chinois (Albin Michel Jeunesse, 1995)
- Trois abécédaires (Chez l'auteur, 1996)
- L'Art de la couleur (La Petite Pierre, Bruxelles, 1996)
- Nisome Hiki (Chez l'auteur, 1996)
- A Cyphered message (Chez l'auteur, 1997)
- Un livre flippant (Chez l'auteur, 1997)
- Ces quelques fleurs (ouvrage pour quand on est invité à dîner) (Chez l'auteur,1997)
- Animaux (Seuil, 1997).
- Un Monde (livret de 16 pages dans Le Monde du 8 septembre 1997)
- Le Grand Jeu de Pierre, pour Pierre Alechinsky (Le Salon d'Art, Bruxelles, 1997)
- Histoire de l'art (Seuil, 1999, éditions MéMo, 2024).
- Œuvres romanesques complètes (Franck Bordas, 1999)
- Le Langage des fleurs (filles) (La Petite Pierre, Bruxelles, 1999)
- Le Langage des fleurs (garçons) (La Petite Pierre, Bruxelles, 1999)
- Le Jeu de l’amour et du hasard (jeu de société sans règles) (coédition Coxbox et Edizioni Corraini, 2000)
- Ces nains portent quoi??????? (Seuil, 2001)
- Mystory (The Ganzfeld #2, New York, 2001)
- Le Livre le plus long du monde, quadrichronie en hommage à Bruno Munari (éditions les Trois ourses, 2002)
- Cependant... Le livre le plus court du monde (éditions du Seuil, 2002)
- Coxcodex 1, avec des textes de Véronique Bouruet-Aubertot, Joseph Mouton, Anne de Marnhac, Philippe-Alain Michaud, Catherine de Smet et Marie Muracciole (Seuil, 2003)
- Plafond en kit (les sentences de Montaigne) (Eric Seydoux, 2004)
- Papier imprimé (Éditions Musée de l’Objet, Blois, 2004)
- «?» (Abbaye royale de Fontevraud, collection "Les Carnets de visite", direction Xavier Kawa-Topor 2006)
- Cahier de dessin (Corraini, 2006)
- Méthode (Lux°, 2007)
- Diary (Edizioni Corraini, Mantoue, 2008)
- Petites Folies (T&T, Paris, 2008)
- Paysage (Abbaye Royale de Fontevraud, 2013)
- Petit Théâtre alphabétique (Fotokino, 2015, Edizioni Corraini, Mantoue, 2017 pour les versions italienne et anglaise)
- Arbres (Maison tangible et My Monkey, 2016)
- Paul Cox (Pie Books, Japon 2017, Éditions Mémo, 2018, Editions Corraini, Mantoue, 2019 pour la version italienne)
- Jeu de construction (éditions B42 et éditions du Centre Pompidou, Paris, 2018)
- Conversation avec Paul Cox de Sarah Mattera (Pyramyd, 2019)
- Ludograph pour le Centre National des Arts Plastiques, (Cnap, 2019)
- Chemin faisant (La Petite Pierre, Bruxelles, 2019)
- Hebi to sencho (texte Misao Fushimi, B1, Publishing Co, Ltd, Japon 2021)
- Les Kojiki, mythes fondateurs du Japon, 4 volumes (texte Misao Fushimi, Iwasaki Shoten, Tokyo, 2021)
- Chirakashi-san and Okatashi-san (texte Misao Fushimi, Kyouikugageki.Co, Japon, 2022)
- Gabrielle (Abbaye Royale de Fontevraud, 2O23)
- Wallbook (Hamelin, 2025)

Filmographie
- Dessins animés des meilleures intentions, 26 dessins animés réalisés en live, Auditorium du Louvre, 2004
- Zuber & Cox, film documentaire de Philippe Poirier, 2009
- 10 films d’animation autour des oeuvres d’art pour la websérie Mon Œil du Centre Georges Pompidou, 2016